# Suuwassea
Suuwassea là một chi khủng long, được Harris & Dodson mô tả khoa học năm 2004.